# 渡辺実 (歴史学者)
渡辺 実（わたなべ みのる、1911年10月8日 - 1978年3月30日）は、日本の日本史学者。

## 略歴
山梨県生まれ。1941年、日本大学法文学部史学科卒業。1968年、「未解放部落史の研究」で日本大学より文学博士の学位を取得。名古屋大学助教授、文部省教科書調査官を経て、1967年に日本大学教授。

## 著書
- 『世紀別日本史』高柳光寿共著 明治書院 1958
- 『新島襄』吉川弘文館・人物叢書 1959
- 『世界国旗ものがたり』市ケ谷出版社 1964
- 『日本食生活史』吉川弘文館 1964
- 『未解放部落史の研究』吉川弘文館 1965
- 『近代日本海外留学生史』講談社 1978